# 월 스트리트: 분노의 복수
《월 스트리트: 분노의 복수》(영어: Assault on Wall Street)는 2013년 공개된 캐나다의 액션 영화이다. 우베 볼 감독의 작품이며 도미닉 퍼셀, 에린 카플럭, 에드워드 펄롱이 출연한다. 2007-2008년 세계 금융 위기를 소재로 한다.

## 출연
- 도미닉 퍼셀 - 짐 백스퍼드 역
- 에린 카플럭 - 로지 백스퍼드 역
- 에드워드 펄롱 - 숀 역
- 존 허드 - 제러미 스탠크로프트 역
- 키스 데이비드 - 프레디 역
- 마이클 파레 - 프랭크 역
- 로클린 먼로 - 로버트 캔워스 역
- 타이런 레잇소 - 스폴딩 스미스 역
- 마이크 도퍼드 - 톰 올가드 역
- 바클리 호프 - 이언 마우드 역
- 헤더 피니 - 메리 진 역
- 에릭 로버츠 - 루이 패터슨 역
- 가나가와 히로 - TV 진행자 역
- 미케일라 맨 - 마이라 역
- 캐리 겐즐 - 데비 역
- 제리 트림블 - 앤디 역
- 클린트 하워드 - 척 네이히 역
- 마이클 에클런드 - 매카이 역
- 나타시아 말테 - 몰리 역